# Pristimantis mariaelenae
Pristimantis mariaelenae es una especie de anfibio anuro de la familia Craugastoridae.

## Distribución geográfica
Esta especie es endémica de la provincia de Ferreñafe en la región de Lambayeque en Perú. Se encuentra a 3596 m sobre el nivel del mar en la ladera oriental de la Cordillera Occidental.

## Descripción
Los machos miden de 16 a 19 mm y las hembras de 23 a 27 mm.

## Etimología
Esta especie lleva el nombre en honor a María Elena Venegas, madre de Pablo Javier Venegas Ibáñez.

## Publicación original
- Venegas & Duellman, 2012: Two syntopic new species of the Pristimantis orestes Group (Anura: Strabomantidae) from northwestern Peru. Zootaxa, n.º 3249, p. 47-59.[3]